# Herbert Lange
Herbert Lange (Menzlin, 29 settembre 1909 – Bernau bei Berlin, 20 aprile 1945) è stato un militare tedesco, ufficiale delle SS e primo comandante del campo di sterminio di Chełmno. Lange, come Christian Wirth, fu coinvolto nei programmi di eutanasia introdotti dai nazisti. Al pari di Christian Wirth, sfuggì al processo del dopoguerra per i suoi crimini.

## La carriera militare
Nacque nella regione nord orientale della Germania, la Pomerania. Dopo aver frequentato la Facoltà di giurisprudenza, tentò di ottenere l'abilitazione ad avvocato, non superando tuttavia l'esame. Come molti giovani disillusi della repubblica di Weimar, si iscrisse al Partito nazista il 1º maggio 1932, tre mesi dopo entrò nelle SA (le camicie brune di Ernst Röhm) e l'anno successivo nelle SS. Il 9 novembre 1939 fu promosso al rango di SS-Untersturmführer e si iscrisse al Einsatzgruppe VI che consisteva in circa 150 uomini che, a seguito dell'invasione della Polonia, si unirono all'esercito, divenendone un'unità mobile micidiale.

## Il campo di Poznan
Come parte dei suoi compiti, gli fu ordinato di costituire un campo di concentramento a Poznań. Inizialmente conosciuto come KZ Fort VII, un vero e proprio forte risalente agli anni 1880-1890 utilizzato per lo più come deposito, fu scelto dal Reich per la sua collocazione lontano da centri abitati e camuffato dalla vegetazione; ufficialmente campo di prigionia, non si sa con precisione quando divenne operativo, ma Lange vi rimase come comandante dal 10 al 16 ottobre 1939. Gli fu ordinato, probabilmente da Heinrich Himmler, di visitare manicomi in Polonia e di uccidere gli internati come parte del Programma Eutanasia introdotto dai nazisti. L'intera operazione ebbe il nome di Aktion 14F13 dalla sigla del formulario utilizzato nei campi per registrare i decessi: i selezionati dovevano essere inviati nelle cliniche di eliminazione e gasati. Per compiere queste atrocità, Lange usava delle camere mobili a gas. In un centro di igiene mentale a Owinska, da settembre a dicembre 1939, 1100 persone furono uccise dal gruppo di Lange. Nel centro mentale di Kościan, 3334 persone furono uccise tra gennaio e febbraio 1940. Altre 1100 persone furono uccise in altri tre centri polacchi.

## Il campo di Chełmno
L'efficacia di Lange nell'organizzare queste uccisioni era stimata dalla gerarchia SS. Il 20 aprile 1940, fu promosso SS-Obersturmfűhrer e nel mese di dicembre del 1941 divenne il primo comandante del campo di sterminio di Chełmno, a 60 km da Łódź: seconda città in ordine di grandezza della Polonia, con una popolazione ebrea nel 1939 intorno alle 200 000 persone. Il campo fu costruito per lo sterminio di massa degli ebrei per la province della Polonia occidentale annesse al Terzo Reich. Nel campo, costituito da una sezione amministrativa ed una adibita alla cremazione e sepoltura, fu stimata la morte di 150-300.000 ebrei tramite monossido di carbonio. Il reparto operativo, costituito da una ventina di uomini, fu detto Sonderkommando Lange.

## In Germania
Lange mantenne il ruolo di comandante fino al febbraio 1942 quando fu richiamato a Berlino per lavorare presso gli uffici di sicurezza del Reich, il RSHA.
Nel 1942 venne trasferito in qualità di Kriminalrat (investigatore criminale) sotto Arthur Nebe. Nel 1944 fu coinvolto nelle investigazioni del fallito Complotto del 20 luglio ai danni di Adolf Hitler. Per l'ottimo lavoro svolto nelle indagini, venne promosso SS-Sturmbannführer. Le circostanze della sua morte non sono chiare, si dice sia rimasto ucciso nelle ultime fasi della Battaglia di Berlino, il 20 aprile 1945.